# قرار مجلس الأمن التابع للأمم المتحدة رقم 1022
قرار مجلس الأمن التابع للأمم المتحدة رقم 1022، المتخذ في 22 تشرين الثاني / نوفمبر 1995، بعد التذكير بجميع القرارات المتعلقة بالصراعات في يوغوسلافيا السابقة، علق المجلس التدابير الواردة في قراراته السابقة المتعلقة بيوغوسلافيا السابقة.
أشيد بالبوسنة والهرسك وكرواتيا وصربيا والجبل الأسود لمشاركتهم في محادثات السلام في الولايات المتحدة والتوقيع بالأحرف الأولى على الاتفاقية الإطارية العامة. كما اتفق الطرفان على المساعدة في البحث عن طيارين فرنسيين فقدا في البوسنة والهرسك وضمان عودتهما بأمان. تم التأكيد على أهمية التعاون مع المؤتمر الدولي حول يوغوسلافيا السابقة.
وبموجب الفصل السابع من ميثاق الأمم المتحدة، علق المجلس التدابير المفروضة في القرارات 757 (1992)، 787 (1992)، 820 (1993)، 942 (1994)، 943 (1994)، 988 (1995)، 992 (1995)، 1003 (1995) و1015 (1995) بأثر فوري. لن ينطبق التعليق على جيش صرب البوسنة إلا بعد انسحابهم وراء خطوط الفصل. بالإضافة إلى ذلك، سينهي المجلس تعليق التدابير ضد صربيا والجبل الأسود وسلطات صرب البوسنة بعد مشاورات مع الممثل السامي من بين آخرين في يوم العمل الخامس بعد أن أشار أن أي طرف كان غير ممتثل. بعد عشرة أيام من أول انتخابات حرة ونزيهة، سيتم إنهاء جميع الإجراءات. خلال فترة التعليق، سيتم الإفراج عن الأموال المجمدة.
اعتمد القرار بأغلبية 14 صوتاً وامتناع روسيا عن التصويت.

## روابط خارجية
- نص القرار في undocs.org